# Gottfried Emanuel Michel
Gottfried Emanuel Michel (* 30. Dezember 1862 in Frankenberg/Sa.; † 8. November 1937 in Dresden) war ein deutscher Jurist und höherer sächsischer Staatsbeamter. Er war Amtshauptmann, Geheimer Rat sowie Ministerialdirektor im Ministerium des Kultus und öffentlichen Unterrichts.

## Leben und Wirken
Er war der Sohn des promovierten Diakons Immanuel Friedrich Wilhelm Michel und dessen erster Ehefrau Josephine Lisbeth geborene Bosse. Von 1876 bis 1883 besuchte er die Thomasschule in Leipzig, leistete von 1883 bis 1884 seinen Militärdienst beim K. S. Schützen-Regiment und widmete sich darauf bis 1888 dem Studium der Rechts- und Staatswissenschaften an den Universitäten Tübingen und Leipzig. 
1888 bestand er die erste und 1893 die zweite juristische Staatsprüfung und war als Referendar bei den Amtsgerichten Königstein und Wildenfels, bei einem Rechtsanwalt in Leipzig sowie bei der Staatsanwaltschaft Dresden tätig. 1892 wechselte er in die sächsische Landesverwaltung und arbeitete zunächst in der  Polizeidirektion Dresden. 1895 wurde er Bezirksassessor bei der Amtshauptmannschaft Rochlitz, 1898 Regierungsassessor bei der Amtshauptmannschaft Plauen. 
1900 kam Michel zur Amtshauptmannschaft Dresden-Altstadt und 1901 wurde er als Regierungsrat und Hilfsarbeiter in das Königlich Sächsische Ministerium des Innern berufen. Als Amtshauptmann wirkte er ab 1905 in Auerbach im Vogtland und ab 1910 in Chemnitz. 1915 erfolgte seine Ernennung zum Vortragenden Rat im Königlich Sächsischen Kultusministerium, wo er auch zum Geheimen Regierungsrat ernannt und am 1. Mai 1919 zum Ministerialdirektor und Geheimen Rat für die neugegründete Zweite Abteilung dieses Ministeriums befördert wurde. Er war somit für das gesamte Erziehungswesen sowie die kirchlichen Angelegenheiten im Freistaat Sachsen zuständig.
Er war zum Ritter ernannt worden und Inhaber hoher Orden und Auszeichnungen. 1937 starb er in Dresden-Blasewitz.